# Bataille de Bannockburn
Première guerre d'indépendance de l'Écosse
Batailles
La bataille de Bannockburn est une écrasante victoire de l’armée écossaise menée par Robert Bruce sur les troupes anglaises dirigées par Édouard II d'Angleterre les 23 et 24 juin 1314 pendant la première guerre d'indépendance écossaise. Elle est marquée par l'utilisation par Robert Bruce de carrés de piquiers nommés schiltrons sur lesquels vinrent s'écraser les charges de cavalerie anglaises. Cette bataille entraîne une remise en question tactique de l'armée anglaise, ce qui aura un impact majeur sur les tactiques de combat de la guerre de Cent Ans.

## Contexte
Pour un article plus général, voir Guerres d'indépendance de l'Écosse.

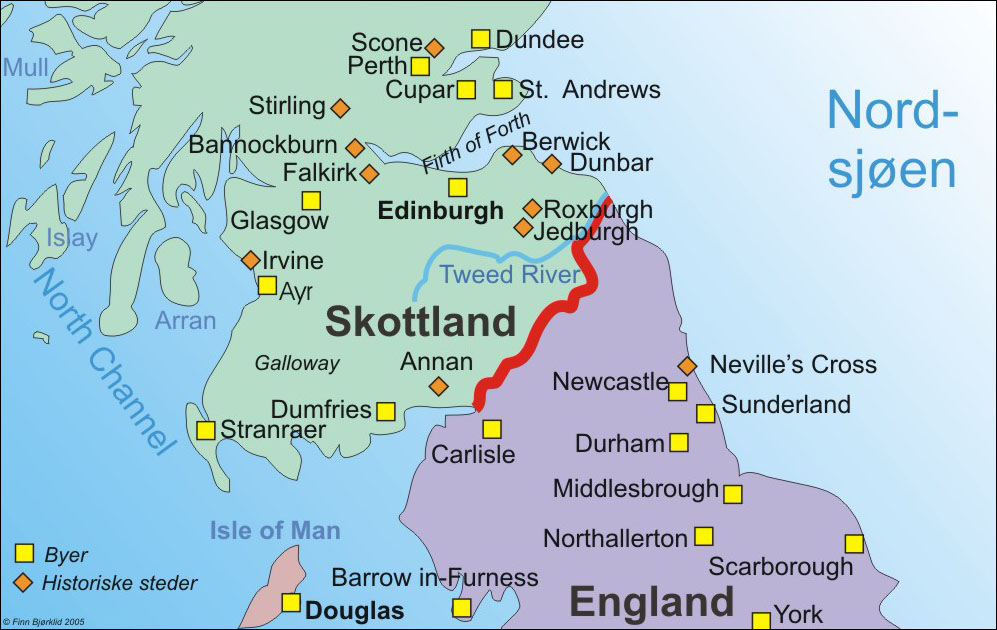
Écosse médiévale.

Six mois après l'exécution par les Anglais du héros écossais William Wallace, un nouveau meneur, Robert de Bruce, parvient à un poste de commandement. Le 25 mars 1306, il se fait couronner roi d'Écosse sous le nom de Robert Ier.
Édouard Ier d'Angleterre ne tarde pas à réagir en envoyant ses forces vers le nord. Elles rencontrent les combattants de Robert Bruce et les mettent en déroute. Sa tête mise à prix, entré en clandestinité, Robert Ier devient, après Wallace, un héros de l'indépendance écossaise.
Le 6 juillet 1307, le roi Édouard meurt après avoir fait promettre à son fils de poursuivre la campagne et de toujours faire porter, en tête de son armée, son cercueil, afin que les Écossais aient une image de leur vainqueur…
Mais Édouard II ne suit pas ses instructions : prétextant des funérailles royales, il regagne Londres alors qu'un dernier effort lui suffisait pour mater l'insurrection. Bénéficiant d'un sursis inespéré, Robert Ier déclenche une guérilla et reprend progressivement le contrôle de la plupart des châteaux restés aux mains des Anglais.
En 1310, Édouard II lance une nouvelle offensive, mais échoue devant la politique de terre brûlée des Écossais. Le roi d'Angleterre envisage d'autres expéditions mais ses propres chefs militaires, peu désireux de suivre un souverain jugé incompétent, s'acharnent eux-mêmes à les faire échouer.
En 1313, à nouveau en confiance, Édouard Bruce (le frère du roi d’Écosse) met le siège devant le château de Stirling qui est de grande importance stratégique. Philippe Mowbray (en), qui défend le château, passe un accord avec les assiégeants : il se rend s'il n'est pas secouru avant le 24 juillet. Ceci laisse le temps à Édouard II d'organiser une nouvelle expédition pour lever le siège et si possible y écraser l'armée de Robert Bruce, mettant ainsi fin au conflit. Il réunit entre 2 000 et 3 000 chevaliers, et entre 16 000 et 20 000 archers, hommes d'armes ou simples paysans.
Pour contrer l'offensive, Robert Bruce ne peut rassembler que 5 000 combattants sûrs et une piétaille hétérogène.

## Première journée: 23 juin 1314

### Préparatifs
Les troupes anglaises arrivent sans encombre dans la région de Stirling et avancent jusqu’à la rivière Bannock.
Près de quatre fois inférieur en nombre, Robert Bruce sait qu'il doit s'organiser défensivement s'il veut éviter un massacre. Il choisit une position surélevée adossée à une colline (Gillies Hill (en)) qui n'est accessible facilement que de front : le flanc gauche est protégé par un marécage, le flanc droit par les marais s'étendant de part et d'autre du Forth en aval du pont de Stirling (voir la bataille du pont de Stirling). Sur le front coule une rivière aux rives rocheuses (la Bannock). Celle-ci est moins profonde en regard du flanc gauche de l'armée écossaise. Prévoyant une charge de la chevalerie contre son aile gauche, il fait creuser des trous d'un mètre de profondeur qu'il dissimule sous des branchages et ses hommes répandent des chausse-trapes sur le sol. L'objectif est de concentrer l'assaut ennemi sur la route qui mène à ses troupes.
Les Écossais peuvent compter sur l'organisation tactique inventée et utilisée par William Wallace à la bataille de Falkirk en 1298 : l'armée écossaise brise les charges de cavalerie grâce à des unités de piquiers alignés sur trois rangs appelés schiltrons. Robert Bruce organise son armée en trois lignes. La première ligne est constituée par trois schiltrons. La cavalerie est placée à l'arrière de ce dispositif. Robert Bruce sort des rangs ses hommes les moins aguerris en 3e ligne et les place en réserve derrière Gillies Hill, invisibles aux yeux de l'ennemi. Il les commande en personne.

### Discours de Robert Bruce

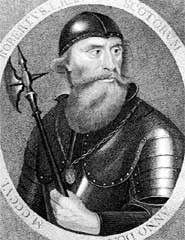
Robert the Bruce.

Il galvanise ses troupes et prie ceux qui ne sont pas prêts à combattre à mort de quitter le champ de bataille. Le poète écossais Robert Burns le met en vers en 1793 sous le titre Robert Bruce's March To Bannockburn et ce chant deviendra un hymne patriotique écossais officieux avant d'être supplanté par The Flower of Scotland.
"Scots, wha hae wi' Wallace bled,

Scots, wham Bruce has aften led,

Welcome to your gory bed,

Or to victory.

Now's the day, and now's the hour;

See the front of battle lower;

See approach proud Edward's power—

Chains and slavery.

Wha will be a traitor knave?

Wha can fill a coward's grave?

Wha sae base as be a slave?

Let him turn and flee.

Wha for Scotland's King and law

Freedom's sword will strongly draw,

Freeman stand, or freeman fa',

Let him on wi' me.

By oppression's woes and pains!

By your sons in servile chains!

We will drain our dearest veins,

But they shall be free.

Lay the proud usurpers low!

Tyrants fall in every foe!

Liberty's in every blow

Let us do—or die."

### La bataille

1er jour de la bataille de Bannockburn.

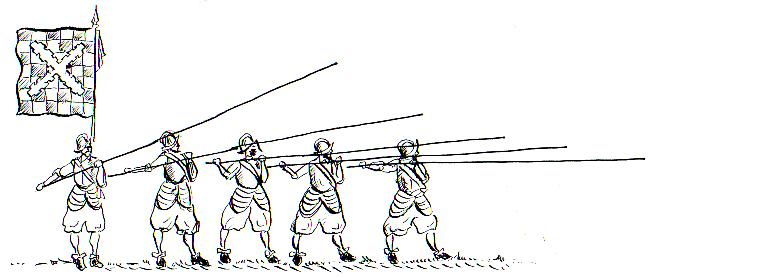
La bataille de Bannockburn est l'un des premiers exemples de l'utilisation victorieuse de formations de piquiers pour briser les charges de cavalerie. Elle entraîne une révolution tactique.

Ainsi que Robert Bruce l'a prévu, la chevalerie anglaise se lance à l'assaut en chargeant l'aile gauche écossaise. Sûrs de leur force, les Anglais chargent sans attendre l'arrivée des troupes de soutien. L'assaut se brise dans les pièges et les pieux. Au cours de ce premier contact, un chevalier anglais, Henri de Bohun, repère Robert Bruce et le provoque en combat singulier, selon la coutume féodale. Celui-ci tourne au bénéfice de l'Écossais qui aurait coupé son adversaire en deux avant de rejoindre la réserve.
Un second assaut de la chevalerie anglaise, mené par sept cents cavaliers, contraint la gauche écossaise au repli et isole une partie des combattants écossais. Conscient de ne pouvoir refermer la brèche, Robert Bruce laisse son aile gauche se tirer seule du mauvais pas, au risque de la voir anéantie. Mais l'aile gauche écossaise, malmenée, soutient les autres chocs et Clifford, le nouveau commandant anglais du secteur, meurt au cours d'une de ces charges. La tombée de la nuit arrête le carnage, les deux adversaires campant sur leurs positions.

## Seconde journée:24 juin 1314

Deuxième jour de la bataille de Bannockburn.

Le 24 juin 1314 au matin, Édouard II a toujours une supériorité numérique importante, disposant de près de 20 000 hommes, il demande au comte de Gloucester de mener une charge générale contre les 5 000 ou 6 000 soldats écossais. 
Mal coordonnée, la charge de la chevalerie anglaise s'empale sur les piques écossaises. Édouard II tente un ultime effort en engageant ses archers gallois. Mal ajustés, leurs tirs tombent au-delà des schiltrons écossais ou, pire, sur les premières lignes anglaises.
Jugeant le moment de la contre-attaque venu, Bruce engage sa cavalerie et sa réserve, et force les Anglais au repli sur un terrain difficile. Les archers gallois sont rapidement dispersés par une charge de la cavalerie écossaise. L'intervention de la réserve écossaise amène la déroute définitive de l'armée anglaise : les Écossais coincent l'armée anglaise entre deux ruisseaux, le Pelstream Burn et le Bannock Burn (en). Sans espace pour manœuvrer ni pour charger, la cavalerie lourde anglaise, fleuron de l’armée d’Édouard, est paralysée et se fait massacrer sur place. Le reste de la cavalerie prend la fuite, entraînant une réaction en chaîne : les cavaliers ayant pris la fuite, Édouard II décide (pour les convaincre de revenir, disait-il[réf. nécessaire]) de les suivre. Les réserves anglaises, n’ayant pas pu combattre, faute de place, et voyant le roi se retirer, effectuent une retraite. Enfin, les Anglais du front, se trouvant tout d’un coup tout seuls, se débandent.
Les Écossais poursuivent et massacrent ces fuyards, à l'exception des nobles anglais et des Écossais de l’armée d’Édouard qui sont faits prisonniers, les premiers pour être libérés contre rançon, les seconds pour être exécutés publiquement ultérieurement, montrant ainsi ce qui arrive aux traîtres à leur pays.
S'enfuyant au galop, Édouard II ne s'arrêtera qu'à l'abri des remparts du château de Dunbar.

## Conséquences

### Conséquences politiques
Cette victoire parachève de facto  l’indépendance du pays et consolide définitivement Robert Bruce comme roi. Les années suivantes le royaume d'Angleterre est sur la défensive, tandis que Robert Bruce garde l'initiative militaire (avec des campagnes en Irlande et le nord de l'Angleterre) et diplomatique (pour faire reconnaitre son indépendance par les autres puissances). Il obtiendra finalement la reconnaissance de jure de sa dynastie et de l'indépendance de son royaume au traité d'Édimbourg-Northampton en 1328.
Il restera indépendant jusqu’en 1707, quand le « Union Act » unifie les deux pays. Jacques VI d'Écosse, descendant de Bruce, devint à la fois roi d’Angleterre et d’Écosse en 1603 mais les pays sont restés indépendants jusqu'en 1707.

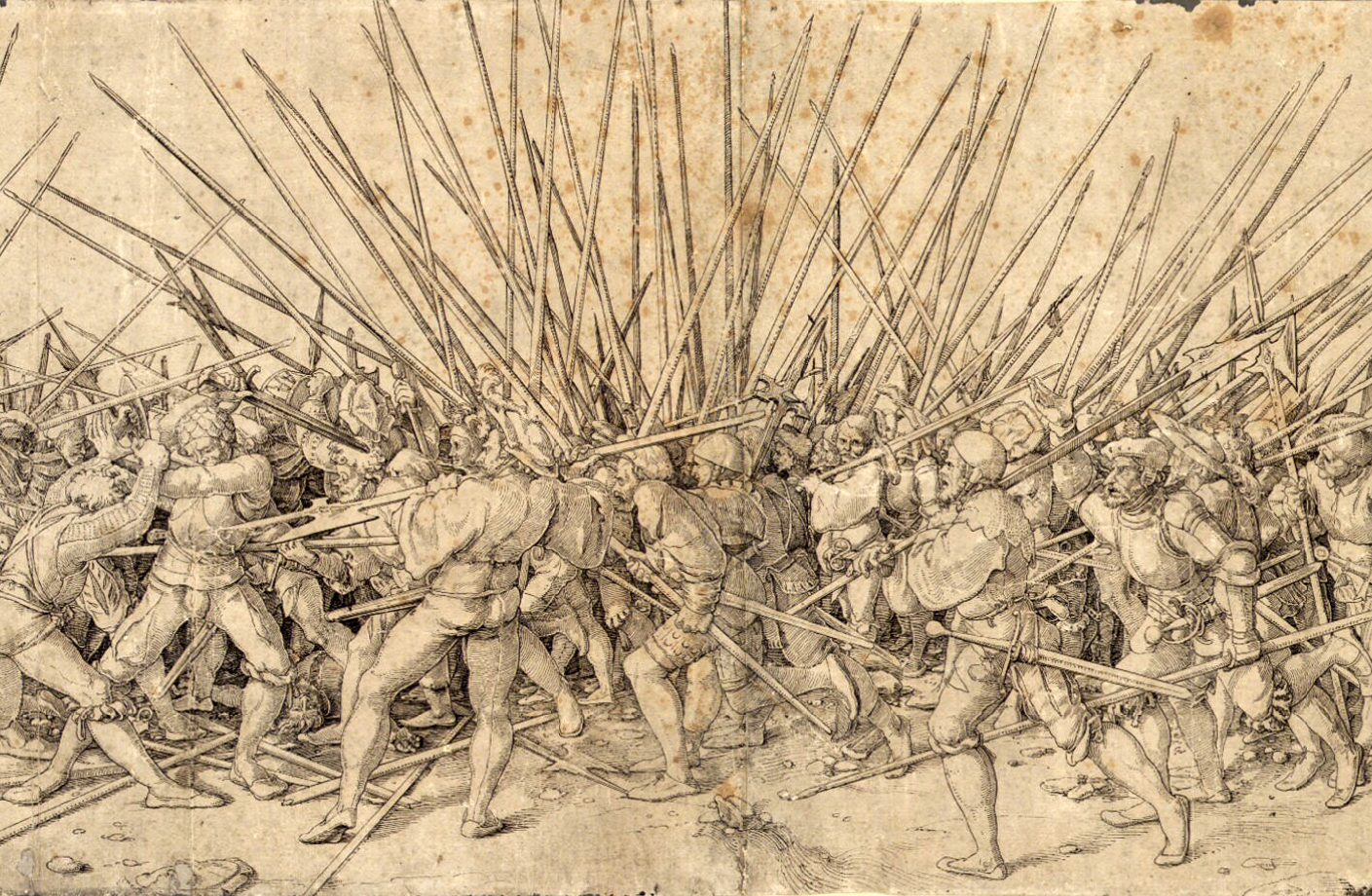
Piquiers suisses pendant les guerres d'Italie.

### Conséquences tactiques
Cette bataille est, après celle de Falkirk en 1298 et de Courtrai en 1302, l'un des premiers exemples de l'utilisation coordonnée de piquiers sur les champs de bataille médiévaux et remet en cause la place prépondérante de la cavalerie lourde sur le champ de bataille. En effet, depuis le XIe siècle et l'apparition des étriers et de la selle profonde, les chevaliers chargent lance tenue « en chantaîne » c’est-à-dire horizontale, ce qui leur confère avec l'inertie de leur destrier une puissance dévastatrice considérable,. L'infanterie, ne pouvant résister à un tel assaut frontal, a perdu toute influence en terrain découvert (elle reste utile en cas de siège). D'autre part, pour justifier son statut social, la noblesse doit conjuguer richesse, pouvoir et bravoure sur le champ de bataille : vivant du labeur paysan, le maître se doit de manifester sa largesse en entretenant la masse de ses pendants. L'Église a œuvré pour canaliser les chevaliers-brigands dès la fin du Xe siècle.

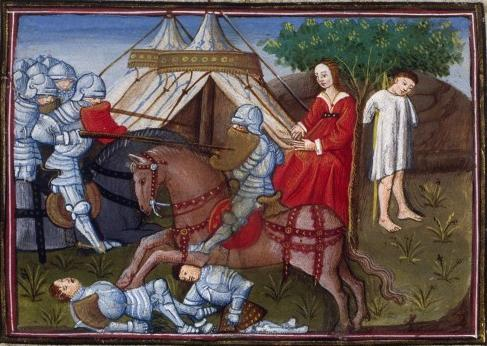
Yvain secourant la damoiselle. Enluminure tirée d'une version de Lancelot du Lac du XVe siècle. Le chevalier doit avoir un comportement loyal, le combat est l'occasion de prouver son statut social.

À partir du concile de Charroux en 989, les hommes en armes sont priés de mettre leur puissance au service des pauvres et de l'Église et deviennent des milites Christi (Soldats du Christ). La noblesse se différencie donc du reste de la population par son sens de l'honneur et doit faire montre d'esprit chevaleresque, protéger le peuple et rendre justice en préservant un certain confort matériel. Elle doit justifier sur le champ de bataille son statut social : l’adversaire doit être vaincu face à face dans un corps à corps héroïque. Cette volonté de briller sur les champs de bataille est accrue par l’habitude de l’époque de faire des prisonniers et de monnayer leur libération contre rançon. La guerre devient donc très lucrative pour les bons combattants et les risques d’être tués sont donc amoindris pour les autres.

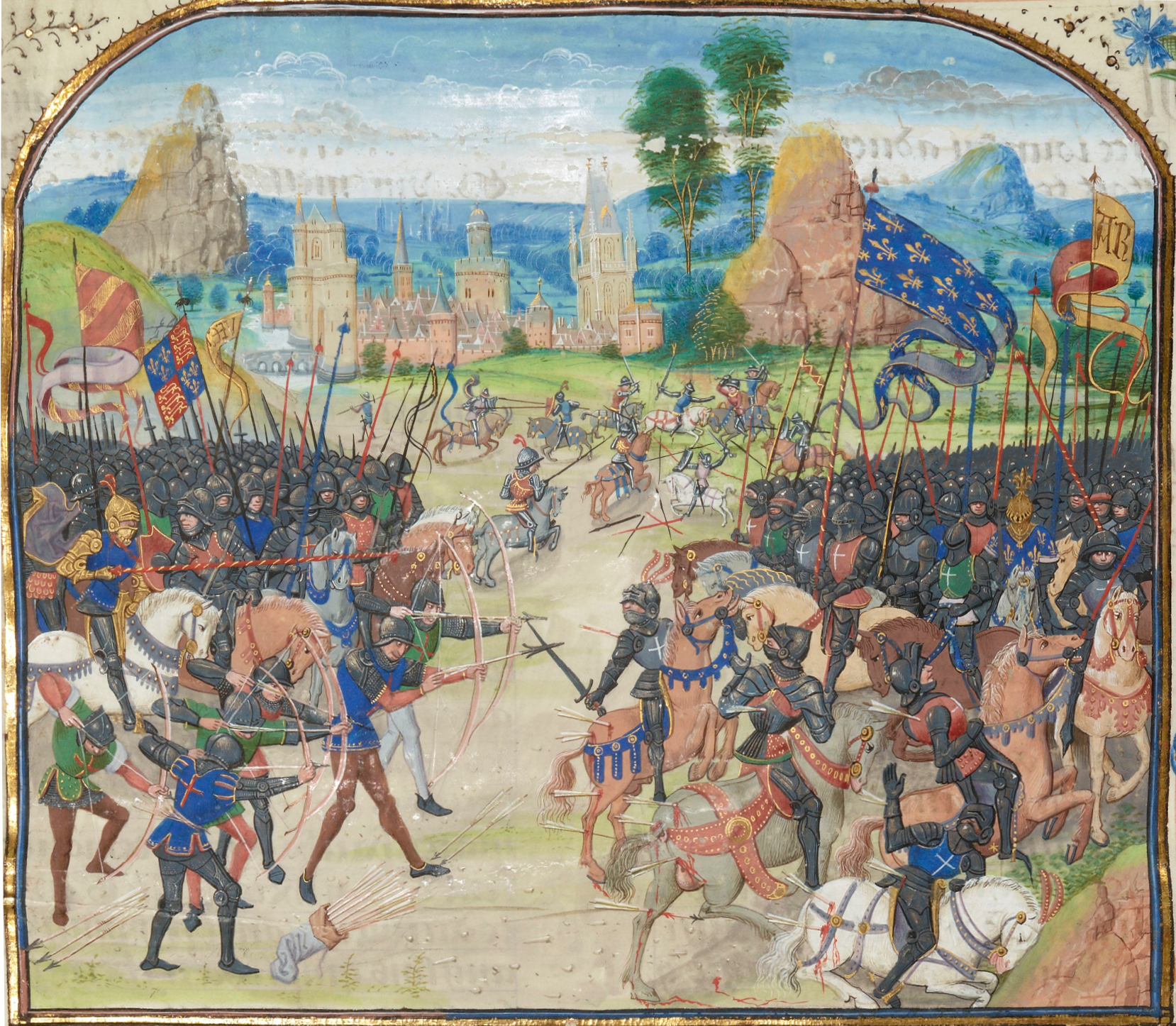
Bataille de Poitiers : la chevalerie française est taillée en pièces par les archers gallois.

La défaite des chevaliers anglais face aux Écossais à la bataille de Bannockburn va les pousser à changer leur manière de combattre. Ils réduisent la cavalerie lourde et utilisent plus d’archers (souvent des Gallois équipés de l'arc long) et d’hommes d’armes à pied protégés des charges par des pieux plantés dans le sol (ces unités, pour accroître leur mobilité, se déplacent à cheval mais combattent à pied),. La pluie de flèches oblige l'adversaire à attaquer et les Anglais retranchés bénéficient donc du choix du terrain (en général une colline, ou un bourbier). Grâce à cette tactique, les Anglais remportent plusieurs batailles importantes contre les Écossais dont la bataille de Dupplin Moor en 1332 et celle de Halidon Hill en 1333. De même, les charges de cavalerie se brisent sur les pieux et sous la pluie de flèches. Les chevaux sont peu protégés avant le XVe siècle et les chevaliers meurtris par la chute et engoncés dans leurs lourdes armures sont des proies faciles pour les hommes d'arme à pied. La chevalerie française subit de lourdes défaites à Crécy en 1346, à Poitiers en 1356  ou à Azincourt en 1415, face aux archers gallois. Indirectement, la bataille de Bannockburn explique les victoires anglaises de la guerre de Cent Ans.
L'utilisation des piquiers sur le champ de bataille est largement reprise par la suite sur les champs de bataille d'Europe de la fin du Moyen Âge et de la Renaissance : les piquiers flamands et suisses, les lansquenets allemands ou les tercios espagnols reprennent le principe en l'améliorant. L'infanterie redevient reine des batailles.

## Thèse controversée
Les Templiers auraient aidé Robert le Bruce à remporter la bataille de Bannockburn, c'est du moins l'hypothèse controversée faite par plusieurs auteurs, comme Baigent et Leigh, bien que ceux-ci ne soient pas des historiens, ou Evelyn Lord, dans son ouvrage The Knights Templar in Britain. En Écosse, l'ordre de Clément V de confisquer tous les biens des Templiers n'est en effet pas totalement appliqué, en particulier depuis que Robert Ier d'Écosse a été excommunié, et n'obéit plus au pape. En 1312, les frères chevaliers sont absous en Angleterre et en Écosse par Édouard II d'Angleterre, et réconciliés dans l'Église.
Le professeur Robert L.D. Cooper, documents à l’appui, conteste cependant cette thèse, de même que M. Haag, dans son ouvrage Templars: History and Myth, celui-ci affirmant que la présence des Templiers à cette bataille aurait été inventée par les francs-maçons d'Écosse en 1843.

## Dans la culture populaire
- Le groupe de power metal suédois Sabaton évoque cette bataille dans la chanson Blood of Bannockburn issue de l'album The Last Stand.
- La bataille est évoquée dans l'épisode En route vers l'infini (1976), de la série Cosmos 1999.
- Le groupe d’heavy metal allemand Grave Digger évoque cette bataille dans la chanson « The Battle of Bannockbhurn ».
- Le jeu d'aventure Les Chevaliers de Baphomet fait référence dans son scénario à la supposée participation des Templiers à la bataille.
- Le film Braveheart s'achève alors que Robert Bruce mène la charge contre l'armée anglaise à la bataille de Bannockburn.
- L'hymne écossais Flower of Scotland joué en honneur de l'Ecosse lors du tournoi des Cinq puis Six Nations de Rugby raconte la défaite de l'Angleterre contre l'Ecosse lors de la bataille de Bannockburn.